# フランシス・プランテ
フランシス・プランテ（Francis Planté, 1839年3月2日 サンタヴィ – 1934年12月19日）はフランスのピアニスト。初めてレコードに録音を残した芸術家の一人として名高い。
ピアノをアントワーヌ・マルモンテルに師事し、わずか7歳にして演奏活動を開始。パリでは数々の音楽家（ジョアッキーノ・ロッシーニ、ジギスモント・タールベルク、エクトル・ベルリオーズ、フェリックス・メンデルスゾーン、フランツ・リスト、シャルル・グノー、シャルル＝マリー・ヴィドールら）と親交を結び、生涯に渡って影響を受けた。パリを離れてヨーロッパ各地で演奏旅行を行い、音色の質感や超絶技巧、情緒的な解釈によって名声を広げた。1908年に愛妻に先立たれると演奏会場から引退し、第一次世界大戦中に負傷した兵士を救済するための慈善演奏会に出演したことを除けば、一切の演奏活動を行わなかった。
プランテがショパンの演奏に接していたことも知られており、それゆえにプランテの遺した録音（および1999年にDVDに復刻された画像）は、ピアノ演奏の「失われた世界」の穴を埋めるものと見なされている。プランテの演奏様式は、現代のピアニストのそれとは非常に懸け離れている。入手できる音源（Arbiter Recordsより復刻）からは、むしろ一定のテンポで演奏しており、拍ごとにアクセントを置き一音一音を際立たせているのが伺われる。